# Кошијева интегрална теорема
У математици, Кошијева саставна теорема (такође позната као Коши-Гоурсат теорема) у комплексној анализи, названа по Огистену Лују Кошију, је важна изјава о линијским интегралима за холоморфне функције у комплексној равни. У суштини, она каже да ако две различите путање повежу исте две тачке, а функција је холоморфние свуда "између" две путање, тада ће интеграли функције те бити исти.
Теорема се обично формулише за затворене стазе на следећи начин: Нека је У отворен подскуп од Ц, који се једноставно повезује, нека ф: У → Ц буде холоморфна функција, и нека \ \! \ гама буде отклоњиви пут у У чија је почетна тачка једнака њеној крајњој тачки. Тада : ∮ ⨍(z) dz=0
Прецизна ( хомологна ) верзија може се констатовати помоћу кривудавих бројева . Број намотаја затворене криве око тачке на кривој је интеграл ф ( з ) / [ 2 иπ ] , где је ф ( з ) = 1 / ( з -) око криве . То је цео број . Укратко, стаза интеграла дуж Јордан криве функције холоморфне у унутрашњости криве је нула . Уместо једне затворене путање можемо размотрити линеарну комбинацију затворених путева, где су скалари цели бројеви. Таква комбинација се назива затворен ланац, а један дефинише интеграл дуж ланца, као линеарна комбинација интеграла преко појединачних стаза . Затворен ланац се назива циклус у региону ако је хомологна нули у региону, то јест, број намотаја, изражена интегралом од 1 / ( з -) над затвореним ланцом, је нула за сваку тачку која није у региону. То значи да затворени ланац не увија око тачке изван региона. У том случају Кошијева теорема се може изразити: интеграл једне холоморфне функције у отвореном скупу узет око једног циклуса у отвореном скупу је нула . Ова верзија је од кључног значаја за ригорозна извођења Лаурент серије и Кошијеве формуле остатка без укључивања било каквих физичких појмова као што су посекотине или попречне деформације. Верзија омогућава продужење Кошијеве теореме да се умножава - повезана аналитичким регионом.

## Доказ
Ако претпоставимо да су парцијални изводи једне холоморфне функције континуирахе, Кошијева интегрална теорема се може доказати као директна последица Гринове теореме и чињенице да стварни и имагинарни делови ⨍=u+iv мора да задовољит Коши-Риманове једначине у региону омећења \γ , и штавише у отвореном комшилуку U  овог региона. Коши изводи овај доказ, али је касније доказао Гоурсат без коришћења техника из вектора , односно континуитета парцијалних деривата. Можемо сломити интегранд ⨍ као и диференцијални dz у својим реалним и имагинарним компоненте: 

⨍=u+iv

dz=dx+idy

У овом случају имамо :

∲γ ⨍(z)dz= ∲γ (u+iv)(dx+idy)= ∲γ (udx-vdy) + i ∲γ (vdx+udy)

По гриновој теорији, онда можемо заменити интеграле близу затврене   структуре са интегралном области у домену D који је условљен γ, следи: 

∲γ (u dx- v dy)= ∬D (-∂v/∂/x - ∂u/∂y) dxdy

∲γ (u dx+ v dy)= ∬D (∂v/∂/x - ∂u/∂y) dxdy

Међутим, с обзиром да су реални и имагинарни део аналитичке функције у домену D, u и v морају задовољити Коши-Риеман једначину, следи : 

∂u/∂/x=∂v/∂y

∂u/∂y=-∂v/∂/x 

Из овога закључујемо да су њихови интеграли једнаки нули : 

∬D (-∂v/∂/x - ∂u/∂y) dxdy= ∬D (∂u/∂/y - ∂u/∂y) dxdy=0

∬D (∂v/∂/x - ∂u/∂y) dxdy= ∬D (∂v/∂/x - ∂u/∂x) dxdy=0

А то нам даје жељени реултат : 

```
∮ ⨍
(z) dz=0
```